# Mario Sassano
Mario Sassano (San Martino in Pensilis, 1º ottobre 1923 – Roma, 1º gennaio 1984) è stato un politico italiano, esponente della Democrazia Cristiana e già parlamentare europeo.
È stato eletto alle elezioni europee del 1979 nelle le liste della DC. È stato membro della Commissione per l'energia e la ricerca e della Delegazione per le relazioni con gli Stati del Golfo.
Ha aderito al gruppo parlamentare del Partito Popolare Europeo.